# Чемпионат России по хоккею с шайбой среди женщин 2009/2010
Чемпионат России по хоккею с шайбой сезона 2009/2010 среди женских команд — пятнадцатый чемпионат России среди женщин. Проводился с 28 сентября 2009 года по 16 апреля 2010 года. В первенстве страны участвовало шесть команд. Впервые в чемпионате приняла участие команда «Динамо» (Екатеринбург).
Чемпионом России стал ХК СКИФ Нижегородская область, серебряные медали завоевал ХК «Торнадо» Дмитров, а бронзовые медали завоевал ХК «Спартак-Меркурий» Екатеринбург.

## Турнирная таблица
| М | Команда                         | И  | В  | ВО | ВБ | ПБ | ПО | П  | ЗШ  | ПШ  | О  |
| - | ------------------------------- | -- | -- | -- | -- | -- | -- | -- | --- | --- | -- |
| 1 | СКИФ Нижегородская область      | 30 | 26 | 0  | 2  | 0  | 0  | 2  | 206 | 39  | 82 |
| 2 | «Торнадо» Дмитров               | 30 | 23 | 0  | 0  | 2  | 0  | 5  | 256 | 38  | 71 |
| 3 | «Спартак-Меркурий» Екатеринбург | 30 | 11 | 2  | 0  | 0  | 0  | 17 | 55  | 174 | 37 |
| 4 | «Динамо» Екатеринбург           | 30 | 11 | 0  | 1  | 0  | 2  | 16 | 85  | 158 | 37 |
| 5 | «Локомотив-Энергия» Красноярск  | 30 | 8  | 2  | 1  | 1  | 1  | 17 | 50  | 167 | 32 |
| 6 | «Факел» Челябинская область     | 30 | 2  | 0  | 1  | 2  | 1  | 24 | 54  | 130 | 11 |

Примечание: М — место, И — количество игр, В — выигрыши в основное время, ВО — выигрыши в овертайме, ВБ — выигрыши по буллитам, ПБ — поражения по буллитам, ПО — поражения в овертайме, П — поражения в основное время, ЗШ — забито шайб, ПШ — пропущено шайб, О — очки.